# Romanowo Górne (gromada)
Romanowo Górne (od 29 II 1956 Romanowo) – dawna gromada, czyli najmniejsza jednostka podziału terytorialnego Polskiej Rzeczypospolitej Ludowej w latach 1954–1972.
Gromady, z gromadzkimi radami narodowymi (GRN) jako organami władzy najniższego stopnia na wsi, funkcjonowały od reformy reorganizującej administrację wiejską przeprowadzonej jesienią 1954 do momentu ich zniesienia z dniem 1 stycznia 1973, tym samym wypierając organizację gminną w latach 1954–1972.
Gromadę Romanowo Górne z siedzibą GRN w Romanowie Górnym utworzono – jako jedną z 8759 gromad na obszarze Polski – w powiecie czarnkowskim w woj. poznańskim, na mocy uchwały nr 18/54 WRN w Poznaniu z dnia 5 października 1954. W skład jednostki weszły obszary dotychczasowych gromad Romanowo Dolne, Romanowo Górne i Walkowice ze zniesionej gminy Czarnków w tymże powiecie. Dla gromady ustalono 16 członków gromadzkiej rady narodowej.
29 lutego 1956 nazwę jednostki zmieniono na gromada Romanowo.
4 lipca 1968 gromadę zniesiono, a jej obszar włączono do gromad: Kruszewo (miejscowości Romanowo Górne i Walkowice) i Czarnków (miejscowość Romanowo Dolne) w tymże powiecie.